# Нам Гун Мин
Нам Гун Мин (кор. 남궁민?, 南宮珉?; род. 12 марта 1978 года, Сеул, Республика Корея) — южнокорейский актёр, режиссёр и сценарист. Получил первое признание за роль в неонуар фильме «Карнавал бесчестия» 2006 года и с этого момента получал заметные роли в следующих сериалах: «Помнить» (2015–2016), «Красавица Гон Шим» (2016), «Шеф Ким» (2017), «Лига печи» (2019–2020) и «Влюблённые» (2023).
В 2020 году он получил Гран-при (Дэсан) на премии SBS Drama Awards за роль в дораме «Лига печи»; эта дорама также принесла ему третью номинацию на премию «Пэксан» в категории «Лучшая мужская роль». В следующем году он получил Гран-при на премии MBC Drama Awards за роль в дораме «Чёрное солнце». В 2023 году он снова получил Гран-при на премии MBC Drama Awards за роль в дораме «Влюблённые».

## Ранняя жизнь
Нам Гун Мин родился 12 марта 1978 года в Сеуле. У него есть брат, Нам Гун Юн. Его отец, Нам Гун Хвон, был директором средней школы Синнён (2005–2009). Нам Гун учился в средней школе Тэсон в Ынпхён-гу, Сеул, и в начальной школе Ильсан Сонса. Он окончил Университет Чун-Ан со степенью бакалавра в области машиностроения. После окончания учёбы 31 августа 2006 года он в течение 18 месяцев работал агентом социальной службы в Корейском центре подготовки военнослужащих в Нонсане.

## Карьера
Нам Гун Мин дебютировал в качестве актёра в фильме «Прыжок с тарзанки» в роли лучшего друга главного героя, а затем снялся в фильме «Плохой парень» в роли парня главной героини. В 2002 году Нам Гун снялся в ситкоме «Прикольная семейка» и привлёк к себе внимание своей игрой. С тех пор он снимался в телесериалах и односерийных драмах, таких как «Ограда из роз», «Жемчужное ожерелье», «Мёртвый цветок» и «После любви». Нам Гун также стал известен как «маленький Пэ Ёнджун» из-за своего сходства с актёром. В 2004 году Нам Гун снялся в ежедневной дораме KBS «Моя прекрасная семья», которая набрала более 30% рейтингов и привела к росту популярности актёра.
Впоследствии Нам Гун получил признание за роль в неонуар фильме «Карнавал бесчестия» 2006 года и привлёк всеобщее внимание своей игрой в мелодраме «Услышь моё сердце» 2011 года. Впоследствии Нам Гун вернулся с изменившимся мировоззрением и новообретённой решимостью. Его усилия окупились, когда он получил признание за роль злодея-серийного убийцы в фильме «Девушка, которая видит запахи» 2015 года и выиграл премию «Лучший злодей» на ежегодной церемонии DramaFever Awards в 2016 году. С тех пор он получил похвалу за свои роли в юридическом триллере «Помнить» с 2015 по 2016 годы и романтической комедии «Красавица Гон Шим» 2016 года.
Прорывной ролью Нам Гуна стала роль в популярной комедийной дораме «Шеф Ким» 2017 года, где он сыграл главного героя. Нам Гуна хвалили за «идеальное сочетание создания персонажа и актёрской игры», что способствовало успеху дорамы. Затем он снялся в юридическом триллере SBS «Фальсификация» 2017 года, сыграв бульварного репортёра без трудовой этики.
В 2018 году Нам Гун снялся вместе с коллегой по сериалу «Услышь моё сердце» Хван Чон Ым в романтической комедии «Красавчик и Чжон Ым».
В 2019 году Намкун снялся в медицинской драме «Тюремный врач».
С 2019 по 2020 год Нам Гун снимался в спортивном телесериале «Лига печи». Сериал получил положительные отзывы за качественный сценарий и высокие рейтинги. Он сыграл роль нового лидера команды «Мечты», занявшей последнее место. «Лига печи» получила премию «Пэксан в номинации «Лучшая драма» на 56-й церемонии вручения. Благодаря этой дораме он также получил свой первый в карьере Гран-при на церемонии SBS Drama Awards в 2020 году.
В сентябре 2021 года Нам Гун решил продлить свой контракт с 935 Entertainment. Это уже третье продление контракта.

## Другая деятельность

### Продвижение
6 февраля 2023 года Нам Гун был представлен как новая модель магазина модной одежды WELLMADE.

## Личная жизнь
Нам Гун состоит в отношениях с моделью Джин А Рим с конца 2015 года. Они познакомились во время съёмок фильма «Зажги мой огонь» в качестве режиссёра и актрисы. Они поженились на частной церемонии 7 октября 2022 года в отеле «Шилла» в Сеуле. На церемонии присутствовали ближайшие родственники и друзья пары, в том числе актёр Чон Мун Сон в качестве ведущего, а группа TVXQ исполнила поздравительную песню.

## Фильмография

### Кино
| Год  | Название                                                                 | Роль          | Примечания                                              | Ист.   |
| ---- | ------------------------------------------------------------------------ | ------------- | ------------------------------------------------------- | ------ |
| 2001 | Прыжок с тарзанки                                                        | Ким Сон Чхоль |                                                         |        |
| 2002 | Плохой парень                                                            | Хен Су        |                                                         |        |
| 2006 | Карнавал бесчестия                                                       | Мин Хо        |                                                         |        |
| 2007 | Прекрасное воскресенье                                                   | Мин У         |                                                         | [ 35 ] |
| 2015 | Горячая услуга: Жестокий парикмахер (화끈한 써비스: 어느 잔인한 미용사의 | —             | упомянут как член съёмочной группы                      |        |
| 2015 | Зажги мой огонь (라이트 마이 파이어)                                     | —             | короткометражный фильм; упомянут как режиссёр/сценарист | [ 36 ] |
| 2016 | Залитый лунным светом мотив (夜色撩人)                                   | Чоубей        | Китайский фильм                                         | [ 37 ] |
| 2017 | Шпионка на полставки                                                     | Мин Сок       |                                                         | [ 38 ] |

### Телевидение
| Год       | Название                                          | Роль                     | Примечания            | Ист.          |
| --------- | ------------------------------------------------- | ------------------------ | --------------------- | ------------- |
| 2002      | Прикольная семейка                                | Нам Гун Мин              |                       |               |
| 2003      | Ограда из роз                                     | Хан Дон Хен              |                       |               |
| 2003      | Drama City – «Уильяму»                            | Юн Джун Хо               |                       |               |
| 2003      | Wedding Story – «My Love My Oppa»                 | Сон Су                   |                       | [ 39 ]        |
| 2003      | Жемчужное ожерелье                                | Хван Джун Хо             |                       |               |
| 2003      | HDTV Literature – «Mould Flower»                  | Ки Хун                   |                       | [ 40 ]        |
| 2004      | Drama City – «After Love»                         | Ын Дже                   |                       |               |
| 2004      | Моя любимая семья                                 | Ан Джин Гук              |                       | [ 41 ]        |
| 2005      | Моя цветущая жизнь                                | Доктор Чи Бак Са         |                       | [ 42 ]        |
| 2006      | Один прекрасный день                              | Кан Дон Хва              |                       | [ 43 ]        |
| 2009      | Айрис                                             |                          | Камео                 |               |
| 2010      | Рождение богача                                   | Чу У Сок                 |                       | [ 44 ] [ 45 ] |
| 2011      | Услышь моё сердце                                 | Чан Чжун-ха / Пон Ма-ру  |                       |               |
| 2012      | KBS Drama Special – «Still Picture»               | Ким Хен Су               |                       | [ 46 ]        |
| 2012      | Алиса из Чхондам-дона                             | Со И Чан                 | Гость (Episodes 1–3)  | [ 47 ]        |
| 2013      | Гуам Хо Чжун                                      | Ю До Джи                 |                       | [ 48 ]        |
| 2013      | Безработный Романс                                | Ким Чон Дэ               |                       | [ 49 ]        |
| 2014      | Хочу романтики 3                                  | Кан Тэ Юн                |                       | [ 50 ]        |
| 2014      | Двенадцатилетнее обещание                         | Юн Джун Су               |                       | [ 51 ]        |
| 2014      | Мой секретный отель                               | Чо Сон Гем               |                       | [ 52 ]        |
| 2015      | Девушка, которая видит запахи                     | Квон Джэ Хи              |                       |               |
| 2015–2016 | Помнить                                           | Нам Гю Мэн               |                       |               |
| 2016      | Красавица Гон Шим                                 | Ан Дан Тхэ / Сок Чжун Пе |                       |               |
| 2016      | Врачи                                             | Нам Па Рам               | Гость (13–15 эпизоды) | [ 53 ]        |
| 2017      | Шеф Ким                                           | Ким Сун Рён              |                       |               |
| 2017      | Лицом к лицу                                      |                          | Камео                 | [ 54 ]        |
| 2017      | Фальсификация                                     | Хан Му Ян                |                       |               |
| 2017      | KBS Drama Special – «You Are Closer Than I Think» |                          | Камео                 | [ 55 ]        |
| 2018      | Красавчик и Чжон Ым                               | Хун Нам                  |                       |               |
| 2019      | Тюремный врач                                     | На И-чжэ                 |                       |               |
| 2019–2020 | Лига печи                                         | Пэк Сын Су               |                       |               |
| 2020–2021 | День и ночь                                       | До Чжон у                |                       | [ 56 ]        |
| 2021      | Чёрное солнце                                     | Хан Чжи Хек              |                       | [ 57 ]        |
| 2022      | Адвокат за тысячу вон                             | Чун Джи-хун              |                       | [ 58 ]        |
| 2023      | Таксист 2                                         | Чун Джи-хун              | Камео (9-й эпизод)    | [ 59 ]        |
| 2023      | Влюблённые                                        | Ли Чан Хен               |                       | [ 60 ]        |
| 2025      | Наш фильм                                         | Ли Чжэ Ха                |                       | [ 61 ]        |

## Награды и номинации

### Награды индустрии
| Награда                    | Год  | Категория                                                       | Номинант/Работа                                    | Результат | Ист.          |
| -------------------------- | ---- | --------------------------------------------------------------- | -------------------------------------------------- | --------- | ------------- |
| APAN Star Awards           | 2016 | Выдающиеся достижения, актер мини-сериала                       | Помнить                                            | Победа    | [ 62 ]        |
| APAN Star Awards           | 2021 | Выдающиеся достижения, актер мини-сериала                       | Лига печи                                          | Номинация | [ 63 ] [ 64 ] |
| APAN Star Awards           | 2021 | Популярная знаменитость, актёр                                  | Лига печи                                          | Номинация | [ 63 ] [ 64 ] |
| APAN Star Awards           | 2022 | Выдающиеся достижения, актер мини-сериала                       | Чёрное солнце                                      | Номинация | [ 65 ]        |
| Asia Artist Awards         | 2016 | Лучшая знаменитость, актёр                                      | Помнить                                            | Победа    | [ 66 ]        |
| Asia Artist Awards         | 2017 | Лучшая знаменитость, актёр                                      | Шеф Ким                                            | Победа    | [ 67 ]        |
| Премия «Пэксан»            | 2016 | Лучшая мужская роль — телевидение                               | Помнить                                            | Номинация |               |
| Премия «Пэксан»            | 2017 | Лучшая мужская роль — телевидение                               | Шеф Ким                                            | Номинация |               |
| Премия «Пэксан»            | 2020 | Лучшая мужская роль — телевидение                               | Красавица Гон Шим                                  | Номинация | [ 68 ]        |
| Премия «Пэксан»            | 2024 | Лучшая мужская роль — телевидение                               | Влюблённые                                         | Победа    | [ 69 ] [ 70 ] |
| Премия «Пэксан»            | 2024 | Самый популярный актёр                                          | Нам Гун Мин                                        | Номинация | [ 69 ] [ 70 ] |
| Grimae Awards              | 2020 | Лучшая мужская роль                                             | Красавица Гон Шим                                  | Победа    | [ 71 ]        |
| Grimae Awards              | 2023 | Лучшая мужская роль                                             | Влюблённые                                         | Победа    | [ 72 ]        |
| KBS Drama Awards           | 2003 | Лучшая мужская роль в одноактной/специальной драме              | Уильяму                                            | Победа    | [ 73 ]        |
| KBS Drama Awards           | 2003 | Лучший новый актёр                                              | Жемчужное ожерелье                                 | Номинация | [ 73 ]        |
| KBS Drama Awards           | 2005 | Награда за популярность                                         | Моя цветущая жизнь                                 | Победа    | [ 74 ]        |
| KBS Drama Awards           | 2012 | Лучшая мужская роль в одноактной/специальной драме              | Still Picture                                      | Номинация |               |
| KBS Drama Awards           | 2017 | Выдающиеся достижения, актер                                    | Шеф Ким                                            | Победа    | [ 75 ]        |
| KBS Drama Awards           | 2017 | Выдающиеся достижения, актер в дораме средней продолжительности | Шеф Ким                                            | Номинация | [ 75 ]        |
| KBS Drama Awards           | 2017 | Лучшая пара                                                     | Нам Гун Мин совместно с Ли Джунхо Шеф Ким          | Победа    | [ 75 ]        |
| KBS Drama Awards           | 2019 | Выдающиеся достижения, актер                                    | Тюремный врач                                      | Номинация | [ 76 ]        |
| KBS Drama Awards           | 2019 | Выдающиеся достижения, актер мини-сериала                       | Тюремный врач                                      | Номинация | [ 76 ]        |
| KBS Entertainment Awards   | 2016 | Лучший артист эстрады в категории «Варьете»                     | Singing Battle                                     | Победа    | [ 77 ]        |
| Kinolights Awards          | 2022 | Актер года (отечественный)                                      | Адвокат за тысячу вон                              | 3-е место | [ 78 ]        |
| KMTV Music Star Contest    | 1999 | VJ Гран-при                                                     | Нам Гун Мин                                        | Победа    | [ 79 ]        |
| Korean Broadcasting Awards | 2017 | Лучшая мужская роль                                             | Шеф Ким                                            | Победа    | [ 80 ]        |
| Korea Drama Awards         | 2017 | Выдающиеся достижения, актер                                    | Шеф Ким                                            | Номинация |               |
| Korea PD Awards            | 2021 | Лучшая мужская роль                                             | Лига печи                                          | Победа    | [ 81 ]        |
| MBC Drama Awards           | 2011 | Выдающиеся достижения, актер мини-сериала                       | Услышь моё сердце                                  | Номинация |               |
| MBC Drama Awards           | 2013 | Выдающиеся достижения, актер сериала                            | Гуам Хо Чжун                                       | Номинация |               |
| MBC Drama Awards           | 2021 | Гран-при (Дэсан)                                                | Чёрное солце                                       | Победа    | [ 2 ]         |
| MBC Drama Awards           | 2021 | Выдающиеся достижения, актер мини-сериала                       | Чёрное солце                                       | Номинация |               |
| MBC Drama Awards           | 2023 | Гран-при (Дэсан)                                                | Влюблённые                                         | Победа    | [ 82 ]        |
| MBC Drama Awards           | 2023 | Лучшая пара с Ан Ён Джин                                        | Влюблённые                                         | Победа    | [ 83 ]        |
| MBC Entertainment Awards   | 2014 | Новая звезда года                                               | Молодожёны 4                                       | Победа    | [ 84 ]        |
| SBS Drama Awards           | 2015 | Специальная награда, актёр мини-сериала                         | Девушка, которая видит запахи                      | Победа    | [ 85 ]        |
| SBS Drama Awards           | 2016 | Выдающиеся достижения, актер в романтической комедийной драме   | Красавица Гон Шим                                  | Победа    | [ 86 ]        |
| SBS Drama Awards           | 2016 | Топ-10 звёзд                                                    | Помнить, Красавица Гон Шим                         | Победа    | [ 86 ]        |
| SBS Drama Awards           | 2016 | Лучшая пара                                                     | Нам Гун Мин совместно с Бан Мина Красавица Гон Шим | Номинация | [ 86 ]        |
| SBS Drama Awards           | 2017 | Выдающиеся достижения, актер в драме Понедельник–вторник        | Фальсификация                                      | Победа    | [ 87 ]        |
| SBS Drama Awards           | 2020 | Гран-при (Дэсан)                                                | Лига печи                                          | Победа    | [ 88 ] [ 89 ] |
| SBS Drama Awards           | 2020 | Специальная награда, актёр мини-сериала Экшн                    | Лига печи                                          | Номинация | [ 88 ] [ 89 ] |
| SBS Drama Awards           | 2022 | Гран-при (Дэсан)                                                | Адвокат за тысячу вон                              | Номинация | [ 90 ]        |
| SBS Drama Awards           | 2022 | Специальная награда, актёр мини-сериала романтическая комедия   | Адвокат за тысячу вон                              | Номинация | [ 91 ]        |
| SBS Drama Awards           | 2022 | Премия режиссёра                                                | Адвокат за тысячу вон                              | Победа    | [ 92 ]        |
| The Seoul Awards           | 2017 | Лучшая мужская роль                                             | Шеф Ким                                            | Номинация | [ 93 ]        |

### Государственные награды
| Страна           | Организация                                                | Год  | Награда                                           | Ист.   |
| ---------------- | ---------------------------------------------------------- | ---- | ------------------------------------------------- | ------ |
| Республика Корея | Корейские премии в области популярной культуры и искусства | 2017 | Благодарность Министра культуры, спорта и туризма | [ 94 ] |
| Республика Корея | Корейские премии в области популярной культуры и искусства | 2023 | Благодарность премьер-министра                    | [ 95 ] |

### Списки
| Издатель     | Год  | Список                                              | Место | Ист.   |
| ------------ | ---- | --------------------------------------------------- | ----- | ------ |
| Forbes Korea | 2024 | Korea Power Celebrity 40                            | 28-е  | [ 96 ] |
| Gallup Korea | 2023 | Корейский телевизионный актер года по версии Gallup | 1-е   | [ 97 ] |